# Trevor Wurtele
Pour les articles homonymes, voir Wurtele.
Trevor Wurtele, né le 18 mai 1979 est un triathlète professionnel canadien, vainqueur sur triathlon Ironman.

## Palmarès
Le tableau présente les résultats les plus significatifs (podium) obtenus sur le circuit international de triathlon depuis 2012.
| Année | Compétition                   | Pays       | Position           | Temps           |
| ----- | ----------------------------- | ---------- | ------------------ | --------------- |
| 2018  | Ironman 70.3 Xiamen           | Chine      | Médaille d'argent  | 3 h 49 min 48 s |
| 2017  | Challenge Iceland             | Islande    | Médaille d'argent  | 3 h 58 min 45 s |
| 2017  | Challenge Geraardsbergen      | Belgique   | Médaille d'or      | 3 h 58 min 5 s  |
| 2017  | Challenge Heilbronn           | Allemagne  | Médaille d'argent  | 4 h 7 min 5 s   |
| 2016  | Ironman Canada                | Canada     | Médaille de bronze | 8 h 30 min 25 s |
| 2016  | Ironman 70.3 Monterrey        | Mexique    | Médaille d'argent  | 3 h 43 min 53 s |
| 2016  | Ironman 70.3 Mont-Tremblant   | Canada     | Médaille d'argent  | 3 h 52 min 24 s |
| 2016  | Ironman 70.3 Victoria         | Canada     | Médaille d'argent  | 3 h 49 min 56 s |
| 2015  | Challenge Penticton           | Canada     | Médaille d'argent  | 3 h 53 min 52 s |
| 2014  | Ironman Chattanooga           | États-Unis | Médaille de bronze | 8 h 22 min 0 s  |
| 2014  | Ironman 70.3 Boise            | États-Unis | Médaille d'argent  | 3 h 57 min 47 s |
| 2014  | Ironman 70.3 Mont-Tremblant   | Canada     | Médaille d'argent  | 3 h 55 min 17 s |
| 2013  | Ironman Canada                | Canada     | Médaille d'or      | 8 h 39 min 32 s |
| 2013  | Ironman 70.3 Calgary          | Canada     | Médaille d'argent  | 3 h 42 min 57 s |
| 2013  | Ironman 70.3 Nouvelle-Orléans | États-Unis | Médaille d'argent  | 3 h 46 min 59 s |
| 2012  | Ironman 70.3 Nouvelle-Orléans | États-Unis | Médaille d'or      | 3 h 23 min 51 s |